# Benito Juárez (Argentina)
Benito Juarez é uma localidade do Partido de Benito Juárez na Província de Buenos Aires, na Argentina. Sua população estimada em 2001 era de 13.245 habitantes.